# علیرضا قیامتی
علیرضا قیامتی (زاده ۱ شهریور ۱۳۵۱) شاهنامه‌پژوه و عرفان‌شناس ایرانی است. او تحصیلات ابتدایی، متوسطه و عالی خود را در شهرهای تربت جام و مشهد گذراند و هم‌اکنون استاد دانشگاه فرهنگیان مشهد است.

## فعالیت‌های علمی
علیرضا قیامتی همایش‌های بین‌المللی و ملی بسیاری به ارائهٔ مقاله و ایراد سخنرانی پرداخته است. او تاکنون دبیر علمی هشت همایش بین‌المللی از جمله: عرفان و تصوف در آسیای مرکزی، شاهنامه در گذرگاه جاده ابریشم، هزاره شیخ جام، از ارگ هرات تا ارگ تبریز و خاتم‌الشعرای شعر فارسی بوده است.
علیرضا قیامتی در سال ۱۴۰۳ او برندهٔ جایزهٔ قند پارسی در دهمین جشنوارهٔ زبان فارسی، برگزار شده توسط دانشگاه وست‌مینستر لندن شد.

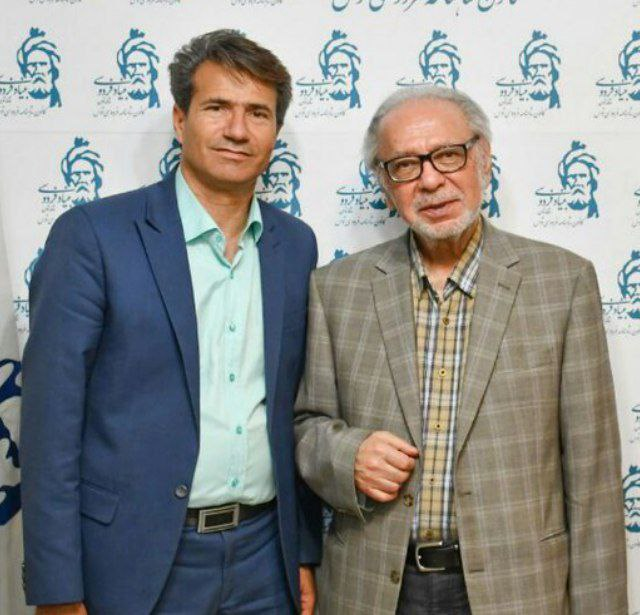
علیرضا قیامتی و جلال خالقی مطلق در کانون شاهنامهٔ فردوسی توس

- عضویت در هیئت مدیرهٔ بنیاد فردوسی توس
- عضویت کانون شاهنامه فردوسی توس
- عضویت در هیئت مدیرهٔ موسسهٔ فرهنگی هنری خردسرای فردوسی
- همکاری پژوهشی با موسسه بین‌المللی مطالعات آسیای مرکزی (ایکاس)
- همکاری پژوهشی با مرکز مطالعات جاده ابریشم یونسکو
- همکاری پژوهشی با بنیاد صلح و ادب آسیا
- همکاری پژوهشی با موسسهٔ فرهنگی اکو

## آثار
- تأثیر شاهنامه بر دیگر حماسه‌های ملی[۵]
- عرفان ایرانی پیام‌آور مهر و راستی[۶]
- شاهنامه و ایلیاد[۷]
- آرمان شهر در شعر معاصر[۸]
- خرگرد در گذرگاه جاده ابریشم[۹]
- مجموعه مقالات عبدالرحمان جامی (سه جلد)
- مقالات هاتفی خرگردی
- قاسم انوار
- مجموعه مقالات شیخ احمد جام «ژنده پیل»
- نخستین شاعر عارف فارسی
- همه ساله اردیبهشت هژیر[۱]
- شاهنامه گنجینه دادگری و نیکویی
- سخن گفتن پهلوانی
- جهانی ستایند ایران من
- شاهنامه جان ایران